# Nationalliga B (Eishockey) 1950/51
Die Saison 1950/51 war die vierte reguläre Austragung der Nationalliga B, der zweithöchsten Schweizer Spielklasse im Eishockey. Der Zweitligameister HC La Chaux-de-Fonds qualifizierte sich für die NLA-Relegation, in der er jedoch scheiterte. 

## Modus
In einer gemeinsamen Hauptrunde spielte jede der fünf Mannschaften in zwei Spielen gegen jeden Gruppengegner, wodurch die Gesamtanzahl der Spiele pro Mannschaft acht betrug. Der Erstplatzierte der Hauptrunde wurde Zweitligameister. Für einen Sieg erhielt jede Mannschaft zwei Punkte, bei einem Unentschieden einen Punkt. Bei einer Niederlage erhielt man keine Punkte.

## Hauptrunde

### Abschlusstabelle
| Pl. | Team                 | Sp. | S | U | N | Tore  | Pkt. |
| --- | -------------------- | --- | - | - | - | ----- | ---- |
| 1.  | HC La Chaux-de-Fonds | 8   | 6 | 1 | 1 | 61:27 | 13   |
| 2.  | Rot-Blau Bern        | 8   | 5 | 0 | 3 | 43:30 | 10   |
| 3.  | EHC Visp             | 8   | 4 | 2 | 2 | 20:24 | 10   |
| 4.  | EHC Kloten           | 8   | 2 | 1 | 5 | 30:44 | 5    |
| 5.  | EHC Basel II         | 8   | 1 | 0 | 7 | 13:42 | 2    |